# Hattori Kohei
Kohei Hattori (服部康平 Hattori, Kohei, sinh ngày 4 tháng 4 năm 1991 ở Kawasaki, Kanagawa) là một cầu thủ bóng đá người Nhật Bản thi đấu cho Tochigi SC.

## Thống kê câu lạc bộ
Cập nhật đến ngày 23 tháng 2 năm 2018.
| Thành tích câu lạc bộ | Thành tích câu lạc bộ | Thành tích câu lạc bộ | Giải vô địch | Giải vô địch | Cúp                   | Cúp                   | Tổng cộng | Tổng cộng |
| Mùa giải              | Câu lạc bộ            | Giải vô địch          | Số trận      | Bàn thắng    | Số trận               | Bàn thắng             | Số trận   | Bàn thắng |
| Nhật Bản              | Nhật Bản              | Nhật Bản              | Giải vô địch | Giải vô địch | Cúp Hoàng đế Nhật Bản | Cúp Hoàng đế Nhật Bản | Tổng cộng | Tổng cộng |
| --------------------- | --------------------- | --------------------- | ------------ | ------------ | --------------------- | --------------------- | --------- | --------- |
| 2014                  | SC Sagamihara         | J3 League             | 25           | 3            | –                     | –                     | 25        | 3         |
| 2015                  | SC Sagamihara         | J3 League             | 18           | 3            | –                     | –                     | 18        | 3         |
| 2016                  | SC Sagamihara         | J3 League             | 23           | 1            | –                     | –                     | 23        | 1         |
| 2017                  | Tochigi SC            | J3 League             | 23           | 2            | –                     | –                     | 23        | 2         |
| Tổng cộng sự nghiệp   | Tổng cộng sự nghiệp   | Tổng cộng sự nghiệp   | 89           | 9            | 0                     | 0                     | 89        | 9         |